# Leonidas Vial Guzmán
Leonidas Vial Guzmán (Santiago, 26 de enero de 1843 - Santiago, 2 de diciembre de 1919) fue un ingeniero, empresario y político chileno, miembro del Congreso Nacional de su país por espacio de 21 años.

## Primeros años de vida
Nació del matrimonio conformado por Pedro Nolasco Vial Guzmán, parlamentario, e Isabel Guzmán Ortúzar.
Se formó en el Colegio de los Sagrados Corazones de Santiago. Alcanzó el título de ingeniero geógrafo por la Universidad de Chile en el año 1864. Pese a ello, usó las tierras que heredó, en Santiago y Chimbarongo, en la zona central del país, como su principal fuente de ingresos. Su hija Teresa Vial heredó las tierras de la Viña Lo Vial ubicadas en la actual comuna de San Miguel de la capital.

### Matrimonio e hijos
Se casó con Natalia Sánchez Fontecilla, hija de Mariano Elías Sánchez Bravo de Naveda y Josefa Francisca de Paula Fontecilla Fontecilla, con quien tuvo trece hijos, ocho de los cuales no llegaron a la edad adulta.
En total fueron cuatro hombres y nueve mujeres.

## Vida pública
Integró las filas del Partido Nacional o monttvarista, disgregado del Partido Conservador en el año 1857.
Ejerció como diputado de la República entre 1882 y 1891 representando a Curepto, entre 1891 y 1894 representando a Cauquenes y entre 1903 y 1906 representando a Lontué, todas de la zona central del país. Entre 1906 y 1912 fue senador por Colchagua, al sur de Santiago.
Entre 1902 y 1910 ejerció como presidente del Club de la Unión de Santiago.
En 1917, tras la muerte de Germán Riesco, asumió la presidencia del Banco de Chile.
Falleció ejerciendo este cargo a la edad de 76 años, tras una larga enfermedad.